# Будкин, Сергей Викторович
Сергей Викторович Будкин (род. 1966, Киев, УССР) — инвестиционный банкир украинского происхождения. Партнёр-основатель украинской инвестиционно-банковской компании FinPoint. Бывший (до 25 февраля 2022 года) член советов директоров банка Хлынов и Быстробанк. Бывший председатель наблюдательного совета ПАО «Проминвестбанк».

## Биография
Родился в 1966 году в Киеве.
В 1990 году окончил Киевский государственный университет имени Тараса Шевченко.
В 1995 году обучался в Ассоциации дипломированных сертифицированных бухгалтеров.
В 1999 году стал сертифицированным специалистом по фондовому рынку на Украине.
В 2016 году прошел программу профессиональной переподготовки «Корпоративный директор» экономического факультета Московского государственного университета.

## Карьера
В 1996 году стал директором по консалтингу «Deloitte» на Украине.
В 1997 году стал директором направления инвестиционного банкинга «Bank Austria Creditanstalt» на Украине.
В 2003—2022 годах был основателем и управляющим партнёром ООО «ФИНПОИНТ» (Украина).
В 2007—2020 годах — партнёр «ФИНПОЙНТ ЭДВАЙЗЕРС», заместитель директора «Finpoint» (Украина).
В 2008—2022 годах был членом и председателем совета директоров «Быстробанка», покинул совет директоров банка 25 февраля 2022 года.
В 2009—2015 годах работал в Агентстве ипотечного жилищного кредитования.
В 2013—2022 годах работал в банке «Хлынов», покинул совет директоров банка 25 февраля 2022 года.
В 2014—2018 годах был членом Совета директоров ООО ЭнергоКруг.
В 2015 году занимал должность председателя наблюдательного совета банка «Траст Украина» (Украина).
В 2016—2017 работал неисполнительным председателем совета директоров в «Nyota Minerals Ltd» (Австралия).
В 2019—2021 годах был председателем наблюдательного совета «Проминвестбанк».
В 2021 году стал основателем «Sergii Budkin Advisory Trust» (Австралия).
Занимал руководящую должность консалтинговой компании Argyle Consulting Pty Ltd (Сидней, Австралия).

### Карьера в Укpaине
Сергей Будкин известен в Украине рядом крупных транзакций в банковско-финансовом секторе. В 2005 году, совместно с Merrill Lynch его компания FinPoint была советником акционеров банка «Аваль» при продаже его австрийской группе «Raiffeisen International» за $1.08 млрд (консультант со стороны продавца), что стало крупнейшей на тот момент транзакцией на банковском рынке Украины. До покупки «Аваля» группе RBI уже принадлежал в Украине банк «Райффайзенбанк Украина». Позже сам Будкин рассказал, что RBI в 2006-м году привлекла его к продаже «Райффайзенбанк Украина» венгерской группе OTP (сумма сделки около $800 млн). Также основанная Будкиным компания FinPoint была советником в транзакциях по выходу на рынок Украины банковских групп Erste Bank Group (Австрия), Credit Agricole (Франция), Alpha Bank S.A. (Греция), Volksbank International (Австрия), а также консультантом банковских групп Piraeus Bank Group (Греция), GE Money (США) и Garanti Banking Group (Турция), которые рассматривали возможности выхода на рынок Украины.

### Выход на банковский рынок СНГ и сопредельных стран (2006—2022)
В 2006 году фирма Будкина FinPoint помогла российским владельцам Оргресбанка, который возглавлял Игорь Коган, продать 75 % его акций скандинавской группе «Nordea» за более чем $300 млн. Эта сделка считается одной из наиболее успешных в отрасли. «Nordea приобрела банк в 2006 году. Сделка была одобрена в начале 2007 года, и скандинавы приобрели 75,01 % с коэффициентом цены к капиталу 3,9. Банки тогда торговались в среднем по цене 3-3,2 капитала. В интервью „БО“ (январь 2007) Игорь Коган даже признавался, что продажа акций Оргресбанка по такой цене сорвала несколько других сделок, но он всем пытался объяснить, что случай с Оргресбанком — особенный и не может быть ценовым ориентиром»
В августе 2007 года Будкин выступает одним из учредителей московского ООО «ФИНПОЙНТ ЭДВАЙЗЕРС» (ликвидировано в 2020 году).
В 2008 году FinPoint стала партнёром Rothschild & Co для поддержки деятельности друг друга на рынке Украины.
В 2008 году компания FinPoint была советником Худалдаа Хөгжлийн Банк (Монголия) по вопросам поиска стратегических партнёров.
В 2016 году FinPoint был одним из советников в продаже 85,1 % акций компании ОАО «Биосинтез» (российская группа «БИОТЭК») крупному индийскому фарма-холдингу SUN Pharmaceuticals Industries Ltd.
В 2018—2019 году FinPoint был советником Приватбанка в проекте продажи доли Приватбанк в Privatbank AS (Латвия)

### Проминвестбанк (2019—2022)
В мае 2019 года Сергей Будкин возглавил Наблюдательный совет украинского «Проминвестбанка», куда был избран независимым директором.
Ещё в марте 2019 года, Минюст Украины выставил на аукцион 99,8 % арестованных акций «Проминвестбанка». «Проминвестбанк» приобрела финансовая компания «Фортифай», которую связывали с Сергеем Тигипко и Игорем Коломойским. Сумма сделки составила 269 млн грн.
Продажа арестованных Минюстом Украины акций «Проминвестбанка» противоречила запрету Стокгольмского арбитража. Национальный банк Украины не дал разрешения компании «Фортифай» на приобретение акций «Проминвестбанка».
«Из-за санкций 2017-го продажа активов — единственный источник ликвидности, говорит на правах анонимности топ-менеджер ПИБа. Но эта продажа должна быть согласована с НБУ — так регулятор, по решению СНБО, отслеживает исполнение санкций» — указывается в материале Forbes UA.

### Реструктуризация кредитного портфеля «Укрзализныци» и конфликт VR Capital с Офисом Президента Украины
В 2011—2012 годах «Проминвестбанк» предоставил «Укрзализныце» кредит в размере $196,25 млн. После введения санкций СНБО Украины (май 2017 года) в отношении российских госбанков, Укрзализныця отказалась обслуживать долг перед украинским «Проминвестбанком». В марте 2019 года Менеджмент «Проминвестбанка» получил специальное разрешение НБУ на продажу долга новому владельцу — американскому фонду VR Capital (VR Global Partners, LP).
Тендер по продаже прав требований по кредиту «Укразализниці» в феврале 2019 года организовывала компания Finpoint Сергея Будкина, в нем приняли участие три международных инвестора.
«Дальнейшие события Дейтц описывает как „акт рейдерства“ со стороны украинского государства: УЗ оспорила продажу долга, в конце декабря 2021-го Верховный суд признал сделку между ПИБ и VR Global Partners недействительной» — указывается в Forbes UA.
Фонд VR Capital пытался выстроить конструктивный диалог с «Укрзализныцей» в течение 2019—2021 годов. Но позиция украинской стороны заключалась в искусственном затягивании судебного разбирательства. В декабре 2021 года Верховный Суд Украины признает сделку недействительной.
Но уже в июле 2022 конфликт «Укрзализныци» и фонда VR Capital актуализируется. Руководитель VR Capital обратится к украинским властям в своем интервью Wall Street Journal с просьбой выполнить свои обещания.
«Британский фонд VR Capital, активы которого национализировала Украина, продолжит судебный процесс возврата средств. Речь идет о пуле кредитов Укрзализныци, которые выдал „Проминвестбанк“ (дочка Внешэкономбанка) в 2011—2012 годах. „Укрзализныця“ перестала обслуживать долг из-за того, что кредит принадлежал российскому ВЭБ РФ (Внешэкономбанк). В 2019 году Национальный банк Украины согласовал продажу кредита фонду VR Capital. Сумма сделки составила $123,5 млн (дисконт более 50 %). Но на этом ситуация не завершилась.
Укрзализныця отказалась признавать законность перехода прав требования на кредит. Для урегулирования конфликта был подключен Офис президента Украины. Британцам предложили возместить $123 млн. Но 24 февраля Украина национализировала Проминвестбанк, а ранее Верховный суд Украины признал сделку по продаже долга Укрзализныци недействительной. VR Capital снова остался без средств и подает иск уже в Конституционный суд» — прокомментировали статью в российском профильном ТГ-канале для банкиров.

### Уход из Проминвестбанка и его национализация
В декабре 2021 года Сергей Будкин и Андрей Рожок были отстранены от своих должностей Национальным банком Украины.
«По сведениям трех собеседников в НБУ и банке, причина увольнения топ-менеджеров в том, что ПИБ продал активы без согласования нынешнего руководства НБУ. ПИБ уже пытался продать этот актив в 2019 и получил согласование регулятора, но не смог провести торги из-за судебного запрета. В „Проминвесте“ посчитали согласование 2019 года действующим, говорит топ-менеджер ПИБа, попросивший не упоминать его имени в этой статье. За новым разрешением, по словам двух собеседников в ПИБ и НБУ, банк обратился к регулятору осенью 2021-го. Нацбанк тянул время, и руководство ПИБа пошло ва-банк, чтобы не потерять покупателя и остатки ликвидности» — объясняется причина отстранения топ-менеджеров в материале Forbes UA.
13 декабря 2021 года Сергей Будкин и Андрей Рожок подали иск в Окружной административный суд города Киева к НБУ с целью восстановления в должностях.
В наблюдательном совете «Проминвестбанка» Алексей Ольшанский, представитель «Внешэкономбанка», заместил Сергея Будкина начиная с декабря 2021 года. Ольшанский возглавлял наблюдательный совет «Проминвестбанка» всего два месяца.
12 мая 2022 года корпоративные права и финансовые активы «Проминвестбанка» были национализированы Верховной Радой Украины.

## Война России с Украиной и политическая позиция
Сергей Будкин в настоящее время проживает в Австралии. Он занимает последовательную проукраинскую позицию в отношении войны России с Украиной. В его доме в Сиднее проживали беженцы из Украины, он выступал организатором ряда публичных акций в поддержку Украины в Австралии (включая бойкот местного отделения сети Decathlon, после которого сеть приняла решение о прекращении деятельности в России, благотворительный концерт Prayer for Ukraine, прошедший в St Andrew’s Cathedral в Сиднее в декабре 2022 года и сбор денег для воюющих на фронте украинских частей).